# Carlos de Bourbon de Parme
Carlos Javier Bernardo, Prins de Bourbon de Parme (Nijmegen, 27 januari 1970) is een telg uit het Nederlandse adellijke geslacht en Hertogelijk Huis De Bourbon de Parme. Prins Carlos is geen lid van het Nederlandse Koninklijk Huis, maar wel lid van de Koninklijke Familie. 

## Familie, studie en werk
De Bourbon is het eerste kind en de oudste zoon uit het huwelijk van Carel Hugo van Bourbon-Parma en de Nederlandse prinses Irene. Hij is in Nederland in 1996 ingevolge art. 8 van de wet op de adeldom ingelijfd met de titel prins en het predicaat Koninklijke Hoogheid, maar in het dagelijks gebruik wordt hij in Nederland kortweg prins Carlos genoemd. Carlos bracht zijn jeugd door in Nederland, Spanje, Frankrijk, Engeland en de Verenigde Staten. Hij was elf jaar toen zijn ouders scheidden. Hij bracht vervolgens onder meer enige tijd door op paleis Soestdijk bij zijn grootouders koningin Juliana en prins Bernhard.

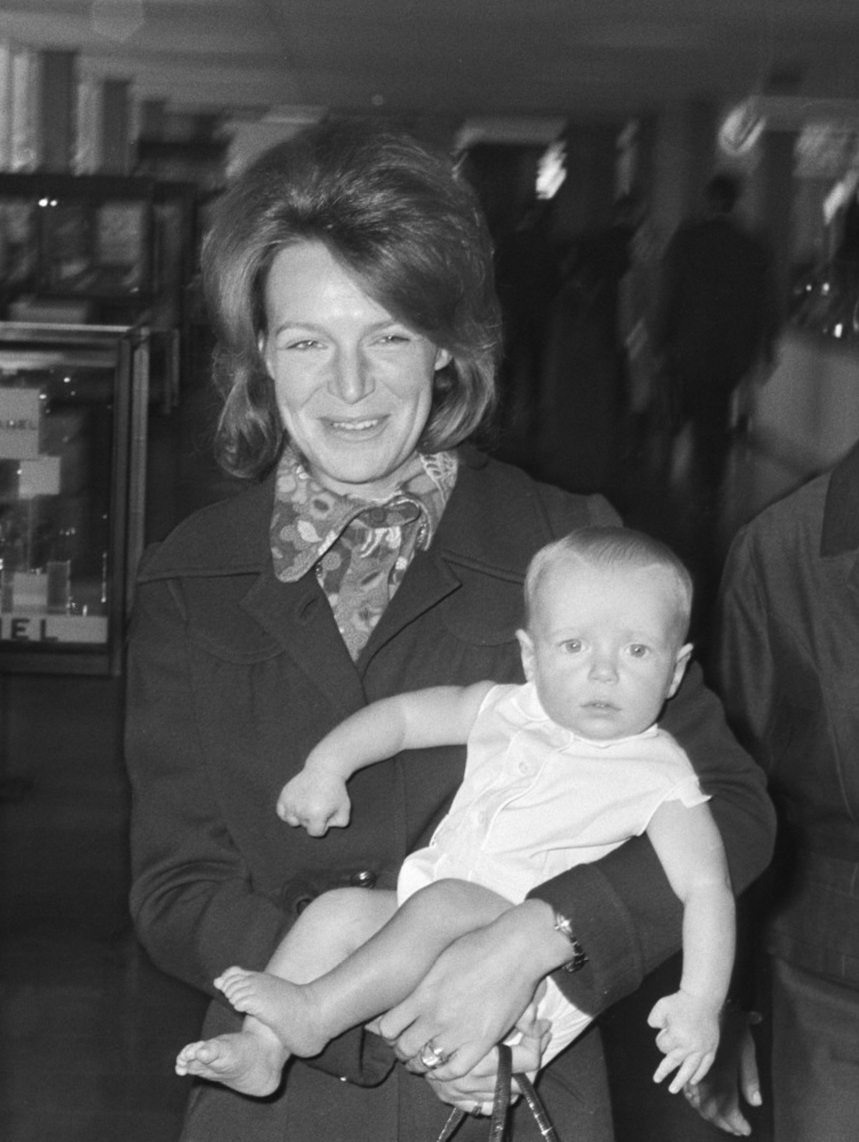
Prins Carlos met moeder prinses Irene

De Bourbon studeerde politieke wetenschappen aan de Wesleyan Universiteit in Connecticut en demografie en filosofie aan de universiteit van Cambridge. Hierna begon hij zijn loopbaan bij ABN AMRO in Amsterdam, waar hij zich voornamelijk bezighield met de voorbereiding op de invoering van de euro. De Bourbon heeft een tijd in Brussel gewerkt als public affairs-consultant bij EPPA (European Public Policy Advisors). Sinds 2005 houdt hij zich voornamelijk bezig met diverse projecten op het raakvlak van duurzaamheid en het bedrijfsleven. Hij is directeur van de netwerkstichting INSID (Institute for Innovation and Sustainability) en ondersteunt ontwikkelingen op diverse beleidsterreinen. Van 2011 tot 2013 was hij voorzitter van de stichting Nederland Krijgt Nieuwe Energie, die het Nationaal Energie Akkoord realiseerde tussen diverse publieke en private partijen. Prins Carlos heeft een aantal nevenfuncties bij maatschappelijke organisaties, als De Groene zaak, MVO Nederland, The Ex'tax Project en QuestionMark, veelal als lid van het bestuur of de adviesraad. De prins komt met regelmaat voor in de 'Duurzame Top 100' van het dagblad Trouw.
De Bourbon vervult sporadisch ook representatieve taken. Zo was hij in 2003 bij de installatie van de Prins Claus Leerstoel, samen met koningin Beatrix en prinses Máxima. Hij was een van de leden van het bruidspersoneel bij het huwelijk van zijn neef prins Constantijn in 2001. Jaarlijks woont hij met zijn familie plechtigheden bij in Parma en Piacenza.

## Aanspraken

### Hertog van Parma

Wapen van de hertog van Parma

Na het overlijden van zijn vader voert De Bourbon sinds 18 augustus 2010 de nergens erkende titel van hertog van Parma en is hij het hoofd van het huis Bourbon-Parma. Op 28 augustus van dat jaar werd hij, tijdens de plechtige requiemmis die ter nagedachtenis van zijn vader werd gehouden in de Santa Maria della Steccata in Parma, geïnstalleerd als grootmeester van de Constantijnse Orde van Sint-Joris, de Parmezaanse tak van de Heilige Militaire Constantinische Orde van Sint-Joris.
De chef van het huis Bourbon-Parma is ook grootmeester van de andere orden van deze dynastie.
- De Orde van de Heilige Lodewijk voor Civiele Verdienste (Real Ordine del Merito sotto il titolo di San Lodovico)
- De Orde van de Legitieme Verbanning (Orden de la Legitimidad Proscrita)
- De Orde van Sint-George voor Militaire Verdienste (Ordine al merito militare di San Giorgio di Lucca).

### Koning van Spanje
Nadat Carlos Hugo in 1979 afstand had genomen van het carlisme en zijn claim op de Spaanse troon, keerde hij in 2003 daarop terug. Na het overlijden van Carlos Hugo in 2010 wordt prins Carlos door sommigen beschouwd als carlistische troonpretendent of als koning Carlos Javier I van Spanje. Sinds 1936 is hij de derde carlistische troonpretendent uit het huis Bourbon-Parma, na zijn grootvader Xavier (Francesco Saverio I) en vader Carlos Hugo I.

## Huwelijk
In oktober 2009 verloofde De Bourbon zich met de Nederlandse Annemarie Gualthérie van Weezel, als journaliste werkzaam voor de NOS en dochter van het voormalige Tweede Kamerlid Hans Gualthérie van Weezel. Het burgerlijk huwelijk vond op 12 juni 2010 in kleine kring plaats. De kerkelijke inzegening vond uiteindelijk plaats op 20 november 2010 in de Ter Kamerenabdij te Brussel, na uitstel wegens ziekte en overlijden van de vader van de bruidegom. Vanuit de Carlistische traditie kan het huwelijk met de niet-adellijke Van Weezel worden gezien als morganatisch.

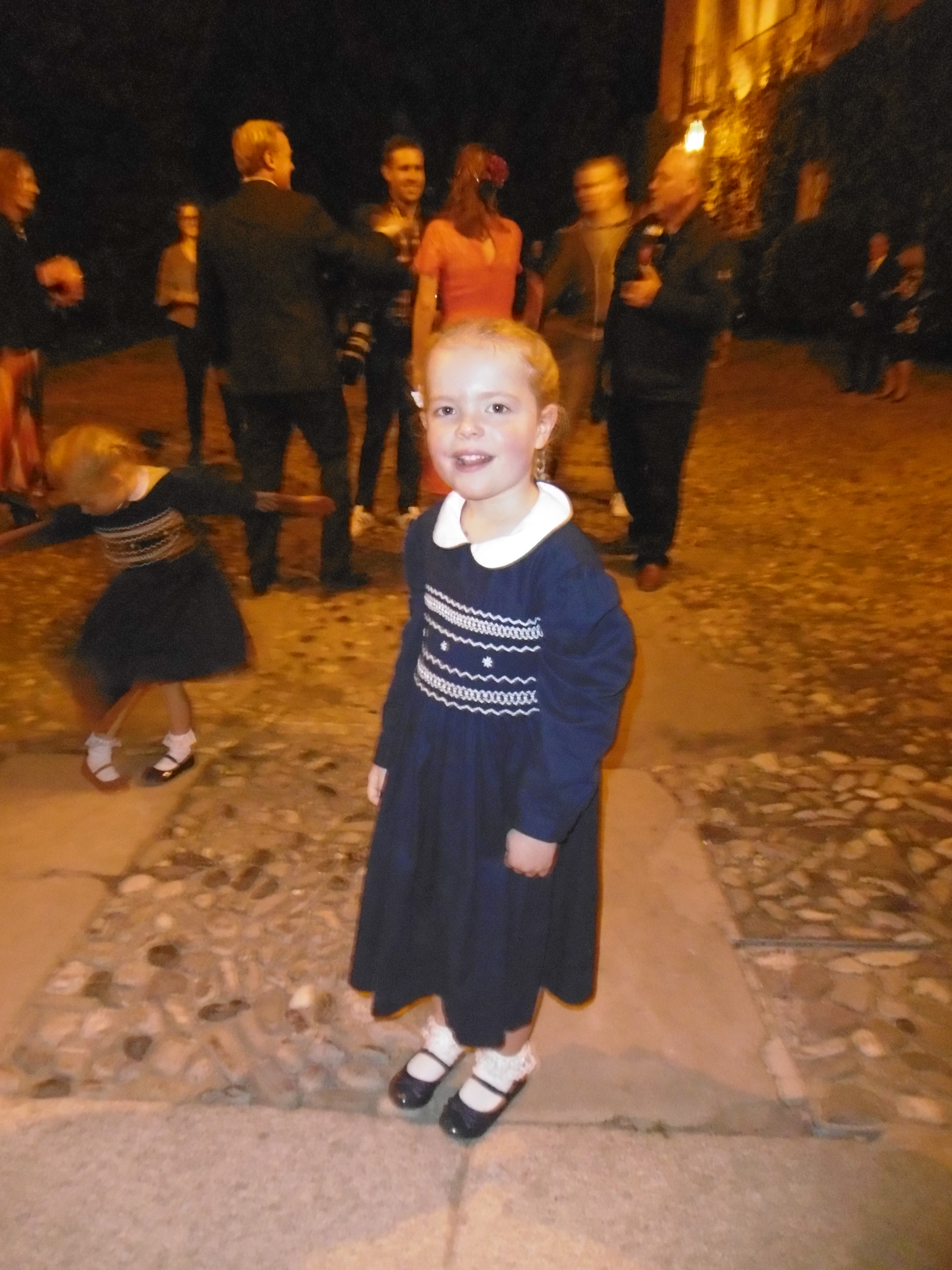
Luisa Irene in 2017

### Kinderen
Carlos is vader van vier kinderen. 
Uit zijn relatie met Brigitte Klynstra:
- Carlos Hugo Roderik Sybren (20 januari 1997)

Met Annemarie Gualthérie van Weezel:
- Luisa Irene Constance Anna Maria (9 mei 2012)
- Cecilia Maria Johanna Beatrix (17 oktober 2013)
- Carlos Enrique Leonard (24 april 2016)

### Zoon uit eerdere relatie
Zijn zoon uit de relatie met Brigitte Klynstra werd door hem niet officieel erkend. In een verklaring kort na de geboorte meldde Carlos via een woordvoerder dat hij de "zelfstandige beslissing van Brigitte Klynstra om moeder te willen worden" respecteerde, maar dat het uitgesloten was dat er een familierechtelijke betrekking zou komen tussen hem en de pasgeborene. In de geboorteakte staat de vader niet vermeld.
Op 1 april 1999 werd bij beschikking van de arrondissementsrechtbank te Zutphen op verzoek van de moeder het vaderschap van de zoon van de De Bourbons gerechtelijk vastgesteld. De ouders hebben daarbij geen akte van naamkeuze op laten maken. Daarmee had Hugo vanaf zijn meerderjarigheid drie jaar de mogelijkheid zijn geslachtsnaam te laten wijzigen, waardoor hij tevens tot de Nederlandse adel zal gaan behoren. Klynstra heeft op 18 maart 2015 een verzoek tot naamswijziging ingediend, waarop de minister van Veiligheid en Justitie Van der Steur positief heeft beslist. Carlos prins de Bourbon de Parme en het huis De Bourbon de Parme hebben tegen deze beschikking bezwaar gemaakt, maar op 9 maart 2016 heeft Van der Steur de bezwaarschriften ongegrond verklaard, waardoor de beschikking van 14 september 2015 gehandhaafd blijft. De rechtbank sloot zich in november 2016 aan bij de beslissing van de minister. Prins Carlos heeft vervolgens bij de Afdeling bestuursrechtspraak van de Raad van State hoger beroep ingesteld tegen deze uitspraak. Op 28 februari 2018 heeft de Raad van State het hoger beroep afgewezen. Kort daarna is de naamswijziging bij Koninklijk Besluit vastgesteld. De betrokkene gaat sindsdien door het leven als Zijne Koninklijke Hoogheid Carlos Hugo Roderik Sybren prins de Bourbon de Parme. De naamswijziging is ingeschreven in het filiatieregister van de Hoge Raad van Adel. Hugo is het oudste kleinkind van prinses Irene en het oudste achterkleinkind van prinses Juliana. 

## Kwartierstaat
| Robert I van Bourbon-Parma (1848-1907) | Robert I van Bourbon-Parma (1848-1907) | Robert I van Bourbon-Parma (1848-1907) | Robert I van Bourbon-Parma (1848-1907) | Robert I van Bourbon-Parma (1848-1907) | Robert I van Bourbon-Parma (1848-1907) | Maria Antonia van Bragança (1862-1959) | Maria Antonia van Bragança (1862-1959) | Maria Antonia van Bragança (1862-1959) | Maria Antonia van Bragança (1862-1959) | Maria Antonia van Bragança (1862-1959)   | Maria Antonia van Bragança (1862-1959)   |                                          |                                          | Marie Louis Gabriel Georges de Bourbon-Busset, graaf van Lignières (1860-1932) | Marie Louis Gabriel Georges de Bourbon-Busset, graaf van Lignières (1860-1932) | Marie Louis Gabriel Georges de Bourbon-Busset, graaf van Lignières (1860-1932) | Marie Louis Gabriel Georges de Bourbon-Busset, graaf van Lignières (1860-1932) | Marie Louis Gabriel Georges de Bourbon-Busset, graaf van Lignières (1860-1932) | Marie Louis Gabriel Georges de Bourbon-Busset, graaf van Lignières (1860-1932) | Marie Jeanne de Kerret de Quillien (1866-1958)       | Marie Jeanne de Kerret de Quillien (1866-1958)       | Marie Jeanne de Kerret de Quillien (1866-1958) | Marie Jeanne de Kerret de Quillien (1866-1958) | Marie Jeanne de Kerret de Quillien (1866-1958) | Marie Jeanne de Kerret de Quillien (1866-1958) |  |  | Bernhard van Lippe (1872-1934)   | Bernhard van Lippe (1872-1934)   | Bernhard van Lippe (1872-1934)   | Bernhard van Lippe (1872-1934)   | Bernhard van Lippe (1872-1934)             | Bernhard van Lippe (1872-1934)             | Armgard von Cramm (1883-1971)              | Armgard von Cramm (1883-1971)              | Armgard von Cramm (1883-1971)              | Armgard von Cramm (1883-1971)              | Armgard von Cramm (1883-1971)       | Armgard von Cramm (1883-1971)       |                                     |                                     | Hendrik van Mecklenburg-Schwerin (1876–1934) | Hendrik van Mecklenburg-Schwerin (1876–1934) | Hendrik van Mecklenburg-Schwerin (1876–1934) | Hendrik van Mecklenburg-Schwerin (1876–1934) | Hendrik van Mecklenburg-Schwerin (1876–1934) | Hendrik van Mecklenburg-Schwerin (1876–1934) | Wilhelmina der Nederlanden (1880–1962) | Wilhelmina der Nederlanden (1880–1962) | Wilhelmina der Nederlanden (1880–1962) | Wilhelmina der Nederlanden (1880–1962) | Wilhelmina der Nederlanden (1880–1962) | Wilhelmina der Nederlanden (1880–1962) |  |  |  |  |  |  |  |  |  |  |  |  |  |  |  |  |  |  |  |  |  |  |  |  |  |  |  |  |  |  |  |  |  |  |  |  |  |  |  |  |  |  |  |  |  |  |  |  |
| Robert I van Bourbon-Parma (1848-1907) | Robert I van Bourbon-Parma (1848-1907) | Robert I van Bourbon-Parma (1848-1907) | Robert I van Bourbon-Parma (1848-1907) | Robert I van Bourbon-Parma (1848-1907) | Robert I van Bourbon-Parma (1848-1907) | Maria Antonia van Bragança (1862-1959) | Maria Antonia van Bragança (1862-1959) | Maria Antonia van Bragança (1862-1959) | Maria Antonia van Bragança (1862-1959) | Maria Antonia van Bragança (1862-1959)   | Maria Antonia van Bragança (1862-1959)   |                                          |                                          | Marie Louis Gabriel Georges de Bourbon-Busset, graaf van Lignières (1860-1932) | Marie Louis Gabriel Georges de Bourbon-Busset, graaf van Lignières (1860-1932) | Marie Louis Gabriel Georges de Bourbon-Busset, graaf van Lignières (1860-1932) | Marie Louis Gabriel Georges de Bourbon-Busset, graaf van Lignières (1860-1932) | Marie Louis Gabriel Georges de Bourbon-Busset, graaf van Lignières (1860-1932) | Marie Louis Gabriel Georges de Bourbon-Busset, graaf van Lignières (1860-1932) | Marie Jeanne de Kerret de Quillien (1866-1958)       | Marie Jeanne de Kerret de Quillien (1866-1958)       | Marie Jeanne de Kerret de Quillien (1866-1958) | Marie Jeanne de Kerret de Quillien (1866-1958) | Marie Jeanne de Kerret de Quillien (1866-1958) | Marie Jeanne de Kerret de Quillien (1866-1958) |  |  | Bernhard van Lippe (1872-1934)   | Bernhard van Lippe (1872-1934)   | Bernhard van Lippe (1872-1934)   | Bernhard van Lippe (1872-1934)   | Bernhard van Lippe (1872-1934)             | Bernhard van Lippe (1872-1934)             | Armgard von Cramm (1883-1971)              | Armgard von Cramm (1883-1971)              | Armgard von Cramm (1883-1971)              | Armgard von Cramm (1883-1971)              | Armgard von Cramm (1883-1971)       | Armgard von Cramm (1883-1971)       |                                     |                                     | Hendrik van Mecklenburg-Schwerin (1876–1934) | Hendrik van Mecklenburg-Schwerin (1876–1934) | Hendrik van Mecklenburg-Schwerin (1876–1934) | Hendrik van Mecklenburg-Schwerin (1876–1934) | Hendrik van Mecklenburg-Schwerin (1876–1934) | Hendrik van Mecklenburg-Schwerin (1876–1934) | Wilhelmina der Nederlanden (1880–1962) | Wilhelmina der Nederlanden (1880–1962) | Wilhelmina der Nederlanden (1880–1962) | Wilhelmina der Nederlanden (1880–1962) | Wilhelmina der Nederlanden (1880–1962) | Wilhelmina der Nederlanden (1880–1962) |  |  |  |  |  |  |  |  |  |  |  |  |  |  |  |  |  |  |  |  |  |  |  |  |  |  |  |  |  |  |  |  |  |  |  |  |  |  |  |  |  |  |  |  |  |  |  |  |
|                                        |                                        |                                        |                                        |                                        |                                        |                                        |                                        |                                        |                                        |                                          |                                          |                                          |                                          |                                                                                |                                                                                |                                                                                |                                                                                |                                                                                |                                                                                |                                                      |                                                      |                                                |                                                |                                                |                                                |  |  |                                  |                                  |                                  |                                  |                                            |                                            |                                            |                                            |                                            |                                            |                                     |                                     |                                     |                                     |                                              |                                              |                                              |                                              |                                              |                                              |                                        |                                        |                                        |                                        |                                        |                                        |  |  |  |  |  |  |  |  |  |  |  |  |  |  |  |  |  |  |  |  |  |  |  |  |  |  |  |  |  |  |  |  |  |  |  |  |  |  |  |  |  |  |  |  |  |  |  |  |
|                                        |                                        |                                        |                                        | Xavier van Bourbon-Parma (1889-1977)   | Xavier van Bourbon-Parma (1889-1977)   | Xavier van Bourbon-Parma (1889-1977)   | Xavier van Bourbon-Parma (1889-1977)   | Xavier van Bourbon-Parma (1889-1977)   | Xavier van Bourbon-Parma (1889-1977)   |                                          |                                          |                                          |                                          |                                                                                |                                                                                | Marie Madeleine Yvonne de Bourbon-Busset (1898-1984)                           | Marie Madeleine Yvonne de Bourbon-Busset (1898-1984)                           | Marie Madeleine Yvonne de Bourbon-Busset (1898-1984)                           | Marie Madeleine Yvonne de Bourbon-Busset (1898-1984)                           | Marie Madeleine Yvonne de Bourbon-Busset (1898-1984) | Marie Madeleine Yvonne de Bourbon-Busset (1898-1984) |                                                |                                                |                                                |                                                |  |  |                                  |                                  |                                  |                                  | Bernhard van Lippe-Biesterfeld (1911–2004) | Bernhard van Lippe-Biesterfeld (1911–2004) | Bernhard van Lippe-Biesterfeld (1911–2004) | Bernhard van Lippe-Biesterfeld (1911–2004) | Bernhard van Lippe-Biesterfeld (1911–2004) | Bernhard van Lippe-Biesterfeld (1911–2004) |                                     |                                     |                                     |                                     |                                              |                                              | Juliana der Nederlanden (1909-2004)          | Juliana der Nederlanden (1909-2004)          | Juliana der Nederlanden (1909-2004)          | Juliana der Nederlanden (1909-2004)          | Juliana der Nederlanden (1909-2004)    | Juliana der Nederlanden (1909-2004)    |                                        |                                        |                                        |                                        |  |  |  |  |  |  |  |  |  |  |  |  |  |  |  |  |  |  |  |  |  |  |  |  |  |  |  |  |  |  |  |  |  |  |  |  |  |  |  |  |  |  |  |  |  |  |  |  |
|                                        |                                        |                                        |                                        | Xavier van Bourbon-Parma (1889-1977)   | Xavier van Bourbon-Parma (1889-1977)   | Xavier van Bourbon-Parma (1889-1977)   | Xavier van Bourbon-Parma (1889-1977)   | Xavier van Bourbon-Parma (1889-1977)   | Xavier van Bourbon-Parma (1889-1977)   |                                          |                                          |                                          |                                          |                                                                                |                                                                                | Marie Madeleine Yvonne de Bourbon-Busset (1898-1984)                           | Marie Madeleine Yvonne de Bourbon-Busset (1898-1984)                           | Marie Madeleine Yvonne de Bourbon-Busset (1898-1984)                           | Marie Madeleine Yvonne de Bourbon-Busset (1898-1984)                           | Marie Madeleine Yvonne de Bourbon-Busset (1898-1984) | Marie Madeleine Yvonne de Bourbon-Busset (1898-1984) |                                                |                                                |                                                |                                                |  |  |                                  |                                  |                                  |                                  | Bernhard van Lippe-Biesterfeld (1911–2004) | Bernhard van Lippe-Biesterfeld (1911–2004) | Bernhard van Lippe-Biesterfeld (1911–2004) | Bernhard van Lippe-Biesterfeld (1911–2004) | Bernhard van Lippe-Biesterfeld (1911–2004) | Bernhard van Lippe-Biesterfeld (1911–2004) |                                     |                                     |                                     |                                     |                                              |                                              | Juliana der Nederlanden (1909-2004)          | Juliana der Nederlanden (1909-2004)          | Juliana der Nederlanden (1909-2004)          | Juliana der Nederlanden (1909-2004)          | Juliana der Nederlanden (1909-2004)    | Juliana der Nederlanden (1909-2004)    |                                        |                                        |                                        |                                        |  |  |  |  |  |  |  |  |  |  |  |  |  |  |  |  |  |  |  |  |  |  |  |  |  |  |  |  |  |  |  |  |  |  |  |  |  |  |  |  |  |  |  |  |  |  |  |  |
|                                        |                                        |                                        |                                        |                                        |                                        |                                        |                                        |                                        |                                        | Carel Hugo van Bourbon-Parma (1930-2010) | Carel Hugo van Bourbon-Parma (1930-2010) | Carel Hugo van Bourbon-Parma (1930-2010) | Carel Hugo van Bourbon-Parma (1930-2010) | Carel Hugo van Bourbon-Parma (1930-2010)                                       | Carel Hugo van Bourbon-Parma (1930-2010)                                       |                                                                                |                                                                                |                                                                                |                                                                                |                                                      |                                                      |                                                |                                                |                                                |                                                |  |  |                                  |                                  |                                  |                                  |                                            |                                            |                                            |                                            |                                            |                                            | Irene der Nederlanden (1939)        | Irene der Nederlanden (1939)        | Irene der Nederlanden (1939)        | Irene der Nederlanden (1939)        | Irene der Nederlanden (1939)                 | Irene der Nederlanden (1939)                 |                                              |                                              |                                              |                                              |                                        |                                        |                                        |                                        |                                        |                                        |  |  |  |  |  |  |  |  |  |  |  |  |  |  |  |  |  |  |  |  |  |  |  |  |  |  |  |  |  |  |  |  |  |  |  |  |  |  |  |  |  |  |  |  |  |  |  |  |
|                                        |                                        |                                        |                                        |                                        |                                        |                                        |                                        |                                        |                                        | Carel Hugo van Bourbon-Parma (1930-2010) | Carel Hugo van Bourbon-Parma (1930-2010) | Carel Hugo van Bourbon-Parma (1930-2010) | Carel Hugo van Bourbon-Parma (1930-2010) | Carel Hugo van Bourbon-Parma (1930-2010)                                       | Carel Hugo van Bourbon-Parma (1930-2010)                                       |                                                                                |                                                                                |                                                                                |                                                                                |                                                      |                                                      |                                                |                                                |                                                |                                                |  |  |                                  |                                  |                                  |                                  |                                            |                                            |                                            |                                            |                                            |                                            | Irene der Nederlanden (1939)        | Irene der Nederlanden (1939)        | Irene der Nederlanden (1939)        | Irene der Nederlanden (1939)        | Irene der Nederlanden (1939)                 | Irene der Nederlanden (1939)                 |                                              |                                              |                                              |                                              |                                        |                                        |                                        |                                        |                                        |                                        |  |  |  |  |  |  |  |  |  |  |  |  |  |  |  |  |  |  |  |  |  |  |  |  |  |  |  |  |  |  |  |  |  |  |  |  |  |  |  |  |  |  |  |  |  |  |  |  |
|                                        |                                        |                                        |                                        |                                        |                                        |                                        |                                        |                                        |                                        |                                          |                                          |                                          |                                          |                                                                                |                                                                                |                                                                                |                                                                                |                                                                                |                                                                                |                                                      |                                                      |                                                |                                                |                                                |                                                |  |  |                                  |                                  |                                  |                                  |                                            |                                            |                                            |                                            |                                            |                                            |                                     |                                     |                                     |                                     |                                              |                                              |                                              |                                              |                                              |                                              |                                        |                                        |                                        |                                        |                                        |                                        |  |  |  |  |  |  |  |  |  |  |  |  |  |  |  |  |  |  |  |  |  |  |  |  |  |  |  |  |  |  |  |  |  |  |  |  |  |  |  |  |  |  |  |  |  |  |  |  |
|                                        |                                        |                                        |                                        |                                        |                                        |                                        |                                        |                                        |                                        |                                          |                                          |                                          |                                          |                                                                                |                                                                                |                                                                                |                                                                                |                                                                                |                                                                                |                                                      |                                                      |                                                |                                                |                                                |                                                |  |  |                                  |                                  |                                  |                                  |                                            |                                            |                                            |                                            |                                            |                                            |                                     |                                     |                                     |                                     |                                              |                                              |                                              |                                              |                                              |                                              |                                        |                                        |                                        |                                        |                                        |                                        |  |  |  |  |  |  |  |  |  |  |  |  |  |  |  |  |  |  |  |  |  |  |  |  |  |  |  |  |  |  |  |  |  |  |  |  |  |  |  |  |  |  |  |  |  |  |  |  |
|                                        |                                        |                                        |                                        |                                        |                                        |                                        |                                        |                                        |                                        |                                          |                                          | Carlos de Bourbon de Parme (1970)        | Carlos de Bourbon de Parme (1970)        | Carlos de Bourbon de Parme (1970)                                              | Carlos de Bourbon de Parme (1970)                                              | Carlos de Bourbon de Parme (1970)                                              | Carlos de Bourbon de Parme (1970)                                              |                                                                                |                                                                                | Margarita de Bourbon de Parme (1972)                 | Margarita de Bourbon de Parme (1972)                 | Margarita de Bourbon de Parme (1972)           | Margarita de Bourbon de Parme (1972)           | Margarita de Bourbon de Parme (1972)           | Margarita de Bourbon de Parme (1972)           |  |  | Jaime de Bourbon de Parme (1972) | Jaime de Bourbon de Parme (1972) | Jaime de Bourbon de Parme (1972) | Jaime de Bourbon de Parme (1972) | Jaime de Bourbon de Parme (1972)           | Jaime de Bourbon de Parme (1972)           |                                            |                                            | Carolina de Bourbon de Parme (1974)        | Carolina de Bourbon de Parme (1974)        | Carolina de Bourbon de Parme (1974) | Carolina de Bourbon de Parme (1974) | Carolina de Bourbon de Parme (1974) | Carolina de Bourbon de Parme (1974) |                                              |                                              |                                              |                                              |                                              |                                              |                                        |                                        |                                        |                                        |                                        |                                        |  |  |  |  |  |  |  |  |  |  |  |  |  |  |  |  |  |  |  |  |  |  |  |  |  |  |  |  |  |  |  |  |  |  |  |  |  |  |  |  |  |  |  |  |  |  |  |  |